# Чемпионат Европы по настольному теннису 2015
Чемпионат Европы по настольному теннису 2015 года проходил с 25 сентября по 4 октября в Екатеринбурге (Россия) в международном выставочном центре «Екатеринбург-ЭКСПО». Во время чемпионата было разыграно 6 комплектов медалей: в одиночном, парном и командном разрядах среди мужчин и женщин. Чемпионат проводился под эгидой Европейского союза настольного тенниса (ETTU), Министерства спорта РФ и правительства Свердловской области. В турнире приняло участие более 300 представителей из 46 стран.

## Медалисты
| Разряд                   | Золото                                                                                    | Серебро                                                                                                | Бронза                                                                                          |
| ------------------------ | ----------------------------------------------------------------------------------------- | --- | ----------------------------------------------------------------------------------------------- |
| Мужской одиночный разряд | Дмитрий Овчаров                                                                           | Маркуш Фрейташ                                                                                         | Тьягу Аполония                                                                                  |
| Мужской одиночный разряд | Дмитрий Овчаров                                                                           | Маркуш Фрейташ                                                                                         | Пер Герелл                                                                                      |
| Женский одиночный разряд | Элизабета Самара                                                                          | Ли Цзе                                                                                                 | Юй Фу                                                                                           |
| Женский одиночный разряд | Элизабета Самара                                                                          | Ли Цзе                                                                                                 | Полина Михайлова                                                                                |
| Мужской парный разряд    | Жуан Монтейру Штефан Фегерль                                                              | Роберт Гардос Даниэль Хабезон                                                                          | Александр Шибаев Кирилл Скачков                                                                 |
| Мужской парный разряд    | Жуан Монтейру Штефан Фегерль                                                              | Роберт Гардос Даниэль Хабезон                                                                          | Кристиан Карлссон Маттиас Карлссон                                                              |
| Женский парный разряд    | Мелек Ху Шэнь Яньфэй                                                                      | Георгина Пота Элизабета Самара                                                                         | Ли Циань Ли Цзе                                                                                 |
| Женский парный разряд    | Мелек Ху Шэнь Яньфэй                                                                      | Георгина Пота Элизабета Самара                                                                         | Хань Ин Ирен Иванчан                                                                            |
| Мужские команды          | Австрия · Роберт Гардос · Штефан Фегерль · Даниэль Хабезон · Доминик Хабезон · Вэйсин Чен | Германия · Дмитрий Овчаров · Патрик Баум · Патрик Франциска · Рувен Филус · Рикардо Вальтер            | Франция · Симон Гози · Эммануэль Лебессон · Стефан Уэш · Тристан Флор · Антуан Ашар             |
| Мужские команды          | Австрия · Роберт Гардос · Штефан Фегерль · Даниэль Хабезон · Доминик Хабезон · Вэйсин Чен | Германия · Дмитрий Овчаров · Патрик Баум · Патрик Франциска · Рувен Филус · Рикардо Вальтер            | Беларусь · Владимир Самсонов · Евгений Щетинин · Александр Ханин · Павел Платонов · Глеб Шамрук |
| Женские команды          | Германия · Хань Ин · Шань Сяона · Петрисса Золья · Сабина Винтер · Ирен Иванчан           | Румыния · Даниэла Монтейро-Додян · Элизабета Самара · Бернадетте Сёч · Адина Диакону · Кристина Хиричи | Россия · Полина Михайлова · Яна Носкова · Анна Тихомирова · Мария Долгих · Юлия Прохорова       |
| Женские команды          | Германия · Хань Ин · Шань Сяона · Петрисса Золья · Сабина Винтер · Ирен Иванчан           | Румыния · Даниэла Монтейро-Додян · Элизабета Самара · Бернадетте Сёч · Адина Диакону · Кристина Хиричи | Украина · Маргарита Песоцкая · Татьяна Биленко · Анна Гапонова                                  |

## Медальная таблица
| Место | Страна     | Золото | Серебро | Бронза | Всего |
| ----- | ---------- | ------ | ------- | ------ | ----- |
| 1     | Германия   | 2      | 1       | 1      | 4     |
| 2     | Австрия    | 1.5    | 1       |        | 2.5   |
| 3     | Румыния    | 1      | 1.5     |        | 2.5   |
| 4     | Португалия | 0.5    | 1       | 2      | 3.5   |
| 4     | Турция     | 0.5    |         |        | 0.5   |
| 4     | Испания    | 0.5    |         |        | 0.5   |
| 7     | Нидерланды |        | 1       | 0.5    | 1.5   |
| 8     | Венгрия    |        | 0.5     |        | 0.5   |
| 9     | Россия     |        |         | 3      | 3     |
| 10    | Швеция     |        |         | 2      | 2     |
| 11    | Франция    |        |         | 1      | 1     |
| 11    | Беларусь   |        |         | 1      | 1     |
| 11    | Украина    |        |         | 1      | 1     |
| 14    | Польша     |        |         | 0.5    | 0.5   |
| Всего | Всего      | 6      | 6       | 12     | 24    |

## Командное первенство

### Система проведения
Командное первенство проходило в трёх дивизионах. Распределение команд по дивизионам было основано на результатах чемпионата Европы 2014 года. 16 сильнейших команд играли в чемпионском дивизионе (англ. Championship Division), в котором определялся чемпион. Следующие по рейтингу 16 команд играли в дивизионе претендентов (англ. Challenge Division). Остальные команды играли в стандартном подразделении (англ. Standard Division).
Командные соревнования в рамках каждого дивизиона были проведены в два этапа. На первом этапе встречи проходили в группах по 4 команды. Команды, занявшие два первых места в группах, участвовали в розыгрыше 1-8 мест в подразделении, занявшие 3-4 места — в розыгрыше 9-16 мест. Второй этап соревнований проводили по прогрессивной системе с выбыванием с определением всех мест за исключением 3-4 места.

### Итоговое положение команд

#### Мужчины
| Чемпионское подразделение |
| ------------------------- |
| Австрия                   |
| Германия                  |
| Беларусь                  |
| Франция                   |
| 5. Швеция                 |
| 6. Португалия             |
| 7. Греция                 |
| 8. Польша                 |
| 9. Россия                 |
| 10. Чехия                 |
| 11. Венгрия               |
| 12. Сербия                |
| 13. Хорватия              |
| 14. Испания               |
| 15. Румыния               |
| 16. Украина               |

| Подразделение претендентов |
| -------------------------- |
| 17. Бельгия                |
| 18. Словакия               |
| 19. Италия                 |
| 20. Англия                 |
| 21. Дания                  |
| 22. Литва                  |
| 23. Израиль                |
| 24. Турция                 |
| 25. Словения               |
| 26. Болгария               |
| 27. Швейцария              |
| 28. Финляндия              |
| 29. Эстония                |
| 30. Люксембург             |
| 31. Ирландия               |
| 32. Норвегия               |

| Стандартное подразделение |
| ------------------------- |
| 33. Нидерланды            |
| 34. Молдова               |
| 35. Шотландия             |
| 36. Кипр                  |
| 37. Азербайджан           |
| 38. Мальта                |
| 39. Республика Косово     |

#### Женщины
| Чемпионское подразделение |
| ------------------------- |
| Германия                  |
| Румыния                   |
| Россия                    |
| Украина                   |
| 5. Польша                 |
| 6. Австрия                |
| 7. Чехия                  |
| 8. Португалия             |
| 9. Франция                |
| 10. Венгрия               |
| 11. Сербия                |
| 12. Нидерланды            |
| 13. Люксембург            |
| 14. Швеция                |
| 15. Беларусь              |
| 16. Словакия              |

| Подразделение претендентов |
| -------------------------- |
| 17. Испания                |
| 18. Турция                 |
| 19. Словения               |
| 20. Хорватия               |
| 21. Литва                  |
| 22. Англия                 |
| 23. Италия                 |
| 24. Греция                 |
| 25. Бельгия                |
| 26. Швейцария              |
| 27. Болгария               |
| 28. Финляндия              |
| 29. Эстония                |
| 30. Азербайджан            |
| 31. Республика Косово      |

## Зал славы европейского настольного тенниса
В рамках чемпионата был впервые представлен Зал славы европейского настольного тенниса. В Зал славы вошли 19 мужчин и 17 женщин, в том числе и советские спортсмены: Зоя Руднова, Валентина Попова и Флюра Булатова. В будущем на каждом европейском первенстве будут представлять новую часть экспозиции. Сам Зал славы разместится в одном из европейских городов.